# Kliberg
Kliberg är ett kommunalt naturreservat i Leksands kommun i Dalarnas län.
Området är naturskyddat sedan 2000 och är 3 hektar stort. Reservatet omfattar bergbranter viktiga för fågellivet. På berget finns barrskog av naturskogskaraktär. 